# Biatec

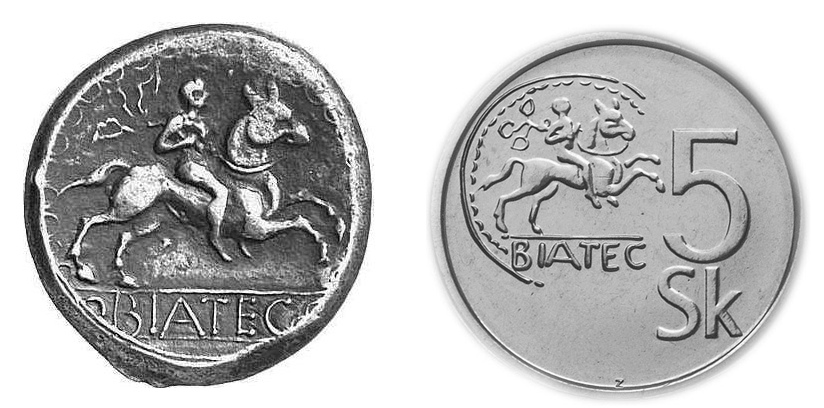
Un Biatec original al lado de una réplica

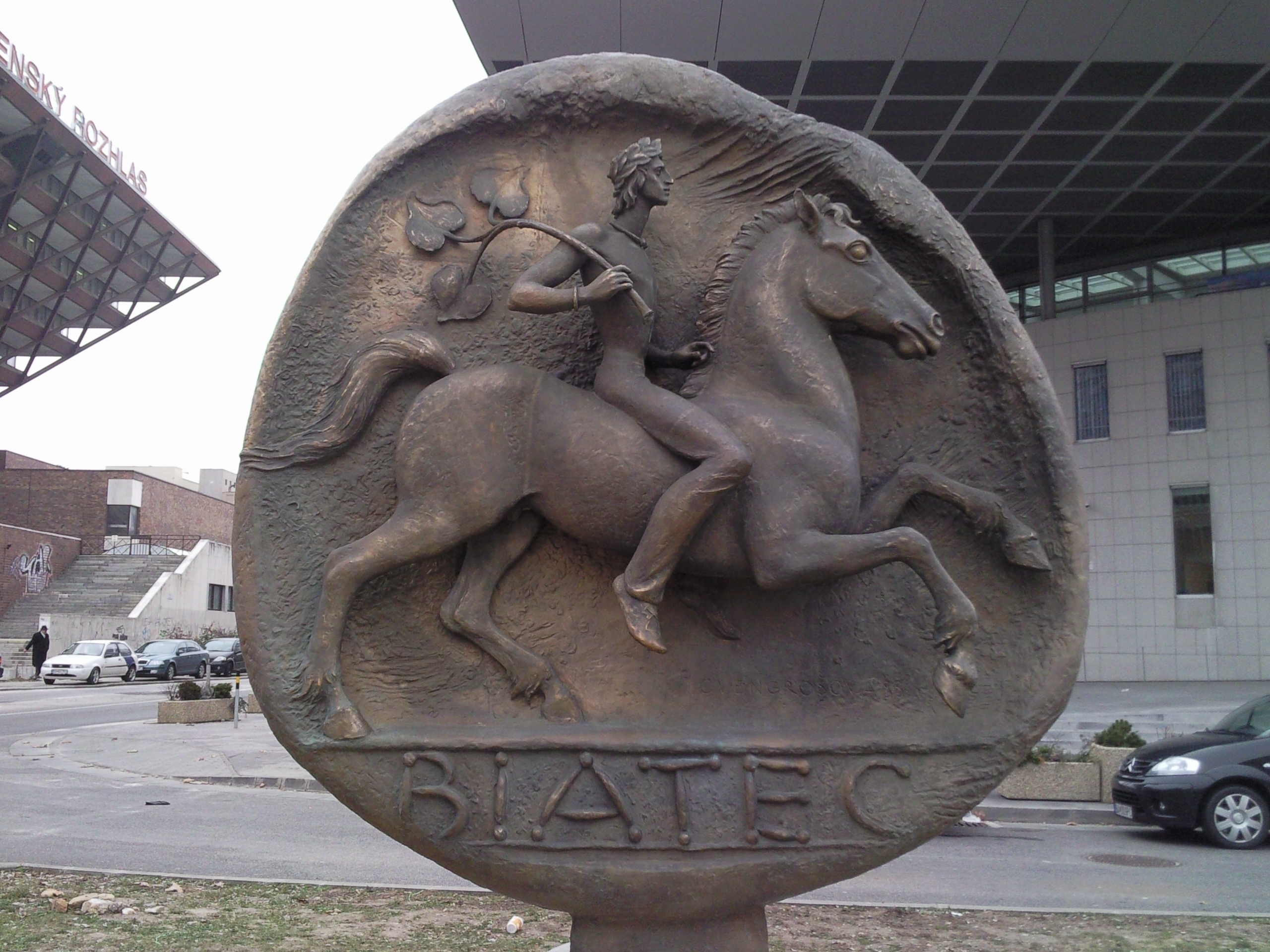
Escultura Biatec en Bratislava en el Banco Nacional de Eslovaquia.

Biatec fue el nombre de una persona, presumiblemente un rey, quien apareció en las monedas celtas acuñadas por los boyos en Bratislava (actual capital de Eslovaquia) en el siglo I a. C.. La palabra biatec es también usada para referirse a estas monedas. En la literatura, también se les denomina como "hexadracmas del tipo de Bratislava". Los biatecs, de hecho hexadracmas y tetradracmas se fabricaron de plata de alta calidad y oro, con inscripciones en letras mayúsuclas del alfabeto latino. Entre 14 inscripciones diferentes (por ejemplo, NONNOS, DEVIL, BUSU, BUSSUMARUS, TITTO) la palabra BIATEC aparece con mayor frecuencia. Las inscripciones representan el uso más antiguo de escritura en Eslovaquia y en los países vecinos. Las monedas tienen un diámetro de 25 milímetros y un peso de 16.5-17 gramos. En el anverso a menudo aparecen distintas representaciones de una cabeza o un par de cabezas. El reverso a menudo muestra un caballero, pero también poseen diversos animales mitológicos y reales.